# Acido clorosolfonico
L'acido clorosolforico (o clorosolfonico, nome apparentemente più diffuso, ma improprio), comunemente chiamato cloridrina solforica è una sostanza acida, fortemente corrosiva, usata in alcune reazioni chimiche. Ha formula {\displaystyle {\ce {SO2(OH)Cl}}}, ma è spesso indicato anche come {\displaystyle {\ce {HSO3Cl}}}.
Si presenta come un liquido incolore tendente al giallo, fumante per esposizione all'aria con colorazione bianca, questi fumi sono tossici per inalazione.
A contatto con l'acqua reagisce molto violentemente scaldandosi e producendo acido solforico e fumi di acido cloridrico gassoso.

## Struttura e proprietà
L'acido clorosolforico è una molecola tetraedrica.  È un intermedio tra cloruro di solforile (SO2Cl2) e acido solforico (H2SO4).  Il composto viene raramente ottenuto puro. Esposto a un eccesso di triossido di zolfo, si decompone a dare pirosolforilcloruri:
{\displaystyle {\ce {2 ClSO3H + SO3 -> H2SO4 + S2O5Cl2}}}

## Sintesi
La sintesi industriale comporta la reazione di acido cloridrico con una soluzione di triossido di zolfo in acido solforico:
{\displaystyle {\ce {HCl + SO3 -> ClSO3H}}}
Può anche essere preparato mediante clorurazione di acido solforico (in questo caso con pentacloruro di fosforo):
{\displaystyle {\ce {PCl5 + HSO3 (OH) -> HSO3Cl + POCl3 + HCl:}}}
Quest'ultimo metodo è più adatto per operazioni su scala di laboratorio.

## Applicazioni
L'acido clorosolforico è usato per preparare alchilsolfati, che sono utili come detergenti e intermedi chimici:
{\displaystyle {\ce {ROH + ClSO3H -> ROSO3H + HCl}}}
Un metodo di sintesi della saccarina inizia con la reazione del toluene con acido clorosolforico per dare i derivati orto e para-toluensolfonil cloruro:
{\displaystyle {\ce {CH3C6H5 + 2 ClSO2OH -> CH3C6H4SO2Cl + H2SO4 + HCl}}}
L'ossidazione dell'isomero orto- dà il derivato dell'acido benzoico che viene quindi ciclizzato con ammoniaca e neutralizzato con base per fornire saccarina.
L'acido clorosolforico è stato usato come agente anti-scia nei droni da ricognizione Ryan modello 147 e per produrre schermi antifumo.

## Sicurezza
L'acido clorosolforico reagisce violentemente con l'acqua per produrre acido solforico e acido cloridrico:
{\displaystyle {\ce {ClSO3H + H2O -> H2SO4 + HCl}}}
Devono essere osservate precauzioni, come una corretta ventilazione, associate all'HCl.